# 海战 (游戏)

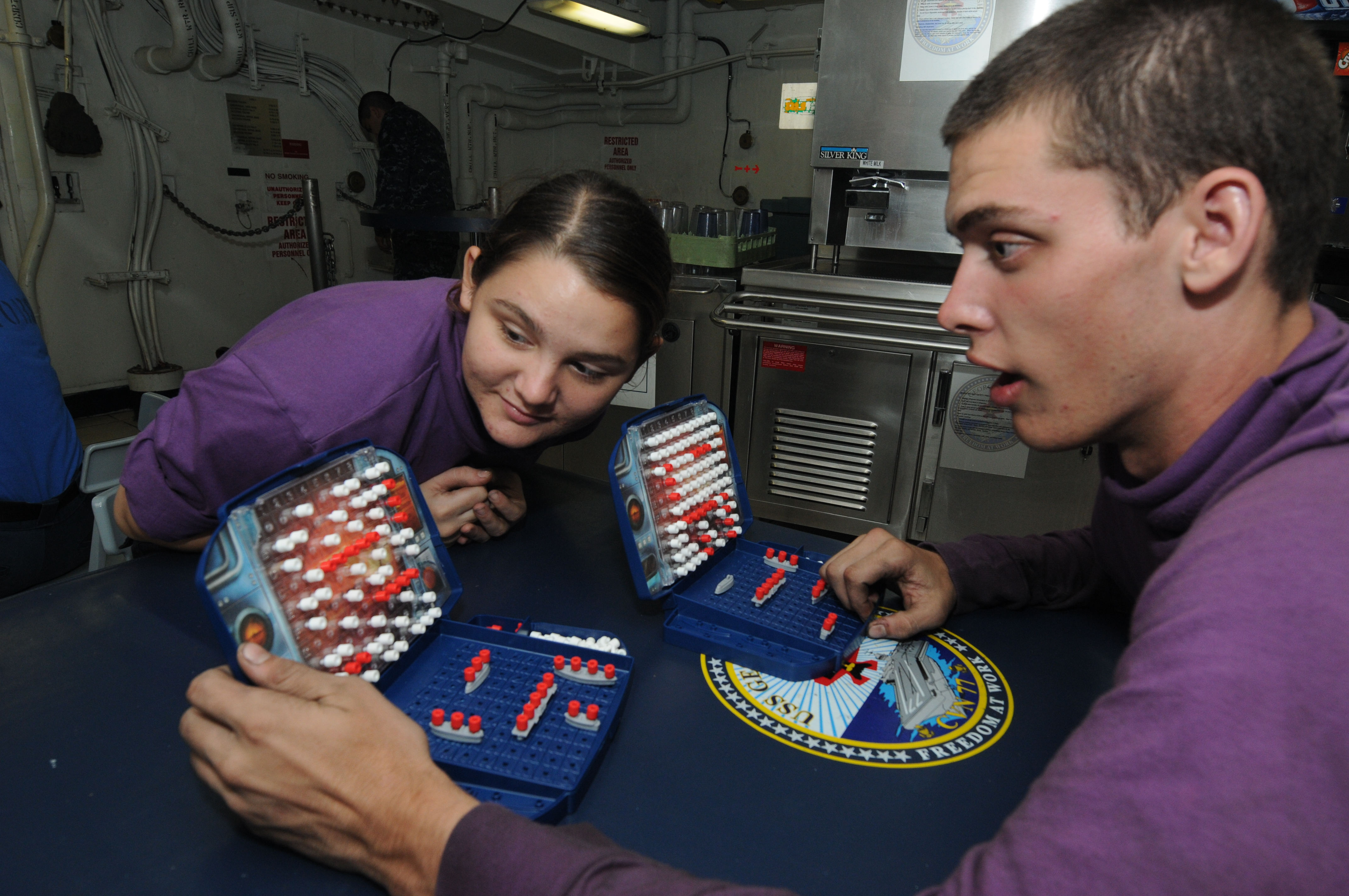
玩家在美國海軍艦艇上玩海戰棋

海战（英語：Battleship，又名海战棋）是双人玩的猜谜游戏。Clifford Von Wickler在20世纪初发明，由美国的游戏公司Milton Bradley带领而流行的，但在成为图版游戏之前使用铅笔和纸张来玩的。

## 玩法

來自正在進行的遊戲的一個玩家的戰艦和對它們的命中的地圖。灰色框是玩家放置的船隻，十字標記顯示了對手開火的方格。 玩家將在自己網格中跟踪他們己成功命中方格。

每个玩家在一张空白的格子纸上开始，并在上面放置一些船。通常使用五艘船，每艘船占据2～5个方格不等。每个玩家轮流射击，通过说出他们希望的方格坐标来射击。另一个玩家必须说出射击是否命中。
纸上版本的游戏由一张纸上相连的10x10的格子组成。左边的格子不仅用来记录自身每艘船的位置，而且同时记录对手所射击的位置。右边的空格除了记录自身射击的位置外，还记录每一击的结果（射中船只的标志或者打偏了）。
当记录击中的时候，玩家可以填下字母A代表航空母舰（5个空格），B代表战列舰（4个空格），C代表驅逐艦或巡洋舰（3个空格），S代表潜艇（2个空格）（海戰棋是3个空格）和P代表巡邏艇（2个空格）。当记录打偏时，画个大叉（╳）在格子里代表落空。
在图版游戏中，代表炸彈的是圓筒狀塑膠釘。遊戲中所附的塑膠釘有紅白兩種顏色，當遊戲過程中成功擊中對手的軍艦時，就在自己的戲盤中插上代表「中彈點」的紅色塑膠釘，如果沒擊中就插上白色塑膠釘，利用這方法摸索推敲敵艦的位置以將其擊沉

## 逻辑变化
推测战船游戏的逻辑变化很常出现在猜谜杂志。当一排或一列上有击中的情况下，就会成为某种形式的线索，不需要去猜就能炸沉这艘船。